# Захоплення Донецька (2014)
Захоплення Донецька сепаратистами попри активний спротив більшості населення відбулося протягом квітня 2014 року, внаслідок чого Донецьк перейшов під контроль терористичного угруповання «Донецька народна республіка» і став центром цього угруповання. Внаслідок боїв між сепаратистськими підрозділами та збройними силами України, а також численних диверсійних актів, місто зазнало значних руйнувань, а велика кількість мешканців була змушена покинути місто.

## Проголошення ДНР
Сепаратистський рух на Донеччині відомий з 2005 року, коли після приходу до влади В. Ющенка в Донецьку виникла організація «Донецька республіка», яка поставила за мету створення «Донецької федеративної республіки», й розпочала відкритий збір підписів за проведення відповідного референдуму.. Попри заборону, організація не припиняла незаконну діяльність, проводячи сумісно з КПУ та іншими проросійськими рухами сепаратистські акції за матеріально-технічної допомоги Комуністичної партії України (намети для акцій, друк і розповсюдження листівок тощо).

### Березень 2014
Стрімка активізація сепаратистського руху в Донецьку розпочалася після перемоги Революції гідності та втечі Віктора Януковича за кордон. 1 березня 2014 року близько 10-15 тисяч осіб зібрались на мітинг з вимогою на підтримку бійців підрозділів «Беркут», що чинили вбивства демонстрантів у Києві. Учасники мітингу висловили недовіру голові Донецької обласної державної адміністрації Андрію Шишацькому і оголосили своїм лідером командира Народної оборони Донбасу Павла Губарєва.. Того ж дня донецька міська рада виступила з ініціативою щодо проведення референдуму щодо статусу Донецької області. Того ж дня ініціативу міської ради підтримала Донецька обласна рада..
Близько 12-ї години до прихильників Павла Губарєва приєдналися бойовики сепаратистської організації «Донецька республіка», які під антиукраїнські гасла, вимагали добровільної відставки Андрія Шишацького, після чого рушили штурмувати будівлю облдержадміністрації. Агресивні дії прихильників розділу України стримали близько двох десятків бійців спецпідрозділу «Грифон», які після півгодинного спротиву відступили під натиском. Бандити не змогли потрапити до приміщення, де перебували обласні чиновники, через заґратовані вікна, тому почали бити скло. Під стінами ОДА бойовики вимагали провести референдум про відокремлення Донбасу зі складу України. Учасники штурму спустили з флагштоку прапор України, замінивши його російським стягом; прапор Донецької області на іншому флагштоці мітингувальники не змінювали.
Увечері Донецька міська рада, побоюючись тиску проросійських сил, скликала позачергову сесію, яка одноголосно ухвалила рішення про проведення референдуму щодо подальшого перебування регіону у складі України. Крім того, міські депутати ухвалили рішення про надання російській мові статусу офіційного нарівні з українською, уведення мораторію на зростання цін та зниження рівня соціальних виплат, створення муніципальної міліції та визнали Росію стратегічним партнером регіону. Також було рекомендовано Донецькій обласній раді спільно з Луганською обласною радою створити комісію з формування стабілізаційного фонду Донбасу.
3 березня проросійськими бойовиками було захоплено частину будівлі Донецької ОДА, де на засіданні облради депутати обрали нового голову ради Андрія Шишацького та підтримали рішення щодо проведення референдуму на території Донецької області щодо найбільш гострих для мешканців області питань, засудивши заклики до від'єднання регіону від України. Близько 1000 осіб з російськими триколорами на чолі з самопроголошеним губернатором Павлом Губарєвим увірвалися до сесійної зали обласної ради, через що у залі сталася сутичка, під час якої сепараттисти намагалися завадити виступу кандидатові на посаду голови облради Андрієві Шишацькому. Павло Губарєв виступив перед присутніми: у своєму виступі він назвав себе «народним» губернатором та наказав повідомити представникам російських ЗМІ, що облдержадміністрація в його особі не визнає центральної влади у Києві. Крім того, самопроголошений губернатор заявив, що заплановано утворення «тимчасового уряду Донбасу», створення сил самооборони, а також було запропоновано керівництву УВС, прокуратури та СБУ області скласти присягу «народній владі». Проросійські бойовики також заблокували установу, не дозволяючи співробітникам покинути її, повідомлялося також про трьох депутатів, які не встигли вчасно покинути обласну раду, через що були змушені написати заяви про складення своїх депутатських повноважень. Під час захоплення адміністрації невідомі скоїли напад на голову облради Андрія Шишацького, якому від нападників вдалося звільнитися завдяки співробітникам міліції та СБУ, однак під час інших подій в адміністрації співробітники органів внутрішніх справ не чинили опору нападникам.
5 березня, під приводом виявлення вибухового пристрою в будівлі, міліція очистила будівлю обласної адміністрації від сепарів, над будівлею знову був вивішений український прапор. До 16:00 під адміністрацією зібралося близько 5-7 тисяч мітингувальників прихильників референдуму, серед яких, зокрема, були присутні бойовиків «Народного ополчення Донбасу», «російського блоку» і активісти з Росії (в тому числі колишній лідер ультраправої організації «Щит Москвы» Олексій Худяков). В той же час на площі Свободи почався мітинг прихильників єдності України, що зібрав близько 7—10 тисяч мітингувальників. Через деякий час після початку мітингу під будівлею обласної адміністрації, мітингувальники очолювані Губарєвим почали штурм будівлі, відбулися зіткнення з солдатами внутрішніх військ і міліції, що охороняли будівлю. В результаті зіткнень з міліцією бойовики знову зайняли будівлю ОДА і вивісили над нею російський прапор.
Після захоплення будівлі ОДА проросійські сили розділились. Близько кількох сотень з них підтримали Павла Губарева і пішли захоплювати будівлю Головного управління казначейства по Донецькій області, спочатку помилково прибувши до будівлі Фінансової інспекції, далі, дійшовши до необхідної будівлі, вони почали її блокаду. У той же час інша група з близько 1500 проросійських бойовиків рушила в бік площі Свободи, де вступила в бійку з мітингуючими прихильниками єдності України. Частина прихильників референдуму, близько 200 осіб, залишилася в будівлі ОДА.
Наступного дня, 6 березня, близько 6:45 ранку міліція деблокувала будівлю казначейства і звільнила від мітингувальників будівлю ОДА, затримавши при цьому 70 осіб, на будівлю ОДА знову повернули український прапор. В той же час Служба безпеки України арештувала Павла Губарєва. Увечері цього дня близько 200 прихильників Губарєва пікетували будівлю Головного управління СБУ в Донецькій області з вимогою звільнення свого лідера.
13 березня на антивоєнний мітинг за єдність України напали проросійсько налаштовані активісти. Співробітники органів правопорядку та самооборона Майдану намагалися захистити відхід учасників акції, що дозволила більшості з них покинути площу Леніна. Після відступу основної групи прихильників цілісності України співробітники міліції сховали членів самооборони у свій автобус, які оточили прихильники єднання Донбасу з Росією, котрі попротикали колеса, розбили вікна та закидали машини петардами, розприскавши сльозогінний газ. Міліції вдалося затримати кількох нападників, однак під тиском натовпу їх відпустили. За офіційною інформацію під час сутички від ножових поранень загинула одна особа (Дмитро Чернявський), 10 осіб госпіталізовано, зокрема, троє доправлені до нейрохірургічного відділення лікарні імені М. Калініна. За інформацією ЗМІ кількість загиблих становить 2-3 особи, кількість постраждалих становить щонайменше 50 чоловік.
19 березня Службою безпеки України був заарештований Андрій Пургін — лідер терористичної організації «Донецька республіка», що брав участь у штурмах будівлі ОДА і 3, 5 березня.

### Квітень 2014
5 квітня був проведений мітинг прихильників федералізації і приєднання до Росії. На мітинг зібралося близько 1000 осіб, протестувальників очолив Денис Пушилін, що назвався заступником «народного губернатора» Павла Губарєва.
6 квітня близько 2000 проросійських мітингувальників зібралися на площі Леніна. Після закінчення мітингу протестувальники пройшли вулицею Артема до будівлі Донецької ОДА. Мітингувальники почали штурмувати будівлю, відбулися сутички міліцією, що її охороняли. Після того як двом групам сепаратистів вдалося проникнути у двір і в саму будівлю, а зовні у вікно будівлі була кинута граната, — силовики відступили, будівля знову опинилася під контролем сепаратистів, над обладміністрацією вивісили прапори Росії та «ДНР». Після захоплення ОДА протестувальники оприлюднили резолюцію, в якій зажадали негайного скликання позачергової сесії Донецької обласної ради та прийняття нею рішення про проведення референдуму про входження до складу Росії.
7 квітня 2014 року у сесійній залі будівлі Донецької ОДА сепаратистами було проголошено «декларацію про суверенітет Донецької народної республіки», яку проголосили на території Донецької області. 10 квітня прихильники Донецької народної республіки оголосили про проведення референдуму і розпочали формування «виборчої комісії».
За повідомленням народного депутата ВР Лесі Оробець від 14 квітня 2014 р., у Донецьку більшість міліціонерів зрадили Україну. За її словами:
|  | Всі (або майже всі) блокпости контролюються «колорадосами». Відбулось повноцінне вторгнення. Розвідувально-диверсійних груп ГРУ ГШ ВС РФ, як мінімум, кілька, загальною силою до батальйону. |

16 квітня сепаратисти захопили будівлю мерії.
17 квітня в Донецьку відбувся патріотичний мітинг, на якому зібралося близько трьох тисяч осіб. Мітингувальники тримали великий жовто-блакитний прапор, у мітингу брав участь Олег Ляшко та Ігор Козловський. Донецька ОДА між тим лишається під контролем загарбників. 25 квітня українські прапори можна було побачити на мітингу пам'яті жертв Чорнобильської трагедії.
28 квітня в Донецьку відбувся останній до теперішнього моменту історії цього міста патріотичний мітинг. На учасників маршу за єдину Україну напали люди в камуфляжі і з битами. В результаті 15 осіб отримали важкі травми, 5 осіб зникли безвісти. Попри те, що агресія сепаратистських банд була передбачувана, міліція Донецька залишилася бездіяльною.

### Травень 2014
«Референдум», покликаний легітимізувати так звану ДНР, було проведено 11 травня 2014, а його результатом, згідно з оголошенням ініціаторів, за проголошення донецької народної республіки проголосувало 89,07 відсотків виборців.
В офіційному звіті про становище з правами людини в Україні Управління Верховного комісара ООН з прав людини зазначається, що 15 травня УПЦ КП засудило насильство і погрози для життя і здоров'я духовенства та віруючих Східної України від збройних груп, також йдеться про те, що у Донецьку відбуваються численні напади на міжрелігійний молитовний марафон (за участю всіх основних конфесій, крім Московського патріархату), в тому числі тяжкі побої учасників, знищення майна та погрози. Звіти про напади також отримані з інших деноменацій, наприклад, від протестантів..
23 травня, після чергового нападу 15 представників ДНР, організатори та волонтери вирушили у будівлю Донецької обласної державної адміністрації, в спробі обговорити заходи безпеки. Координатор молитовного марафону Сергій Косяк був сильно побитий і змушений був звернутися за медичною допомогою.

## Захоплення об'єктів
Починаючи з 6 квітня сепаратисти розпочали захоплення адміністративних будівель, опорних пунктів силових структур, а згодом і інших господарчих та інфраструктурних об'єктів.
- 6 квітня сепаратисти захопили приміщення облдержадміністрації, зрізавши з флагштока український прапор[49]
- 27 квітня було захоплено будівлю обласної державної телерадіокомпанії (ОДТРК)[50]
- 4 травня сепаратисти захопили приміщення військової прокуратури[51]
- 16 травня сепаратисти захопили будівлю штабу Східного оперативно-територіального об'єднання Нацгвардії України у місті Донецьку, особовий склад був передислокований.[52]

Починаючи з червня 2014, терористи розпочали захоплення банківських відділень, що спричинило до перебоїв у роботі банківської системи.
- 16 червня сепаратисти захопили казначейство та управління НБУ[55], у відповідь НБУ відключив систему платежів і розрахунків в Донецькій області та переніс з Донецьку Рахункову палату, 11 банків, 10 філій та 1576 відділень.[56]
- 6 липня через атаки бойовиків вимушені були припинити роботу відділення ПриватБанку та «Нова пошта»[57]
- 10 липня було захоплено палац культури ім. Кірова[58]
- 29 листопада бойовики захопили будівлі державної міграційної служби і викрали бланки українських паспортів[59]
- 24 листопада бойовики захопили приміщення «Південкомбанку» в Донецьку.[60]
- 26 листопада бойовики захопили будівлі торгово-промислової палати, обласного центру зайнятості та Пенсійного фонду.[61]
- 30 листопада терористи захопили відділення «Ощадбанку» у чотирьох районах міста[62].

## Бойові дії у місті

Вибух у Донецьку, вечір 8 лютого 2015

Найгарячішою точкою в місті і, одночасно, однією з найгарячіших точок усього Донбасу став Донецький аеропорт. Бої за цей об'єкт між українськими збройними силами та російсько-терористичними військами тривали починаючи з 26 травня 2014 року до 21 січня 2015 року, коли терористи здійснювали неодноразові спроби силового захоплення об'єкту. В ніч з 26 на 27 травня українським військовим вдалося відбити Донецький аеропорт, проте російсько-терористичні війська не залишали спроб відвоювати об'єкт, внаслідок чого його функціонування за призначенням припинилося. Внаслідок постійних обстрілів будівлі аеропорту протягом літа-осені 2014 року були практично повністю знищені. Українські військовики тримали оборону аеропорту 242 дні, що лише на тиждень менше за тривалість оборони Севастополя
Разом з тим існують свідчення і про бойові дії між окремими угрупуваннями терористів, що спалахували час від часу

## Руйнування інфраструктури і загибель мирного населення
Внаслідок постійних бойових дій в Донецьку відбувається руйнування інфраструктури, в тому числі житлових кварталів та підприємств. Єдиний реєстр пошкоджень інфраструктури в зоні АТО станом на 22 січня 2015 року нараховує 866 пошкоджених об'єкти, 103 з них — зруйновано повністю, в тому числі — ринки «Жовтневий» та «Сокіл»..
Обстріли нерідко призводять до загибелі місцевих жителів. Найбільшої кількості жертв завдав здійснений терористами з метою провокації мінометний обстріл зупинки громадського транспорту, вчинений 22 січня 2015 і який забрав життя щонайменше 8 осіб.
8 лютого 2015 о 22:45 стався потужний вибух на Донецькому казенному заводі хімічних виробів у Куйбишевському районі.